# جانيت سكوت
جانيت سكوت (بالإنجليزية: Janette Scott)‏ هي ممثلة بريطانية، ولدت في 14 ديسمبر 1938 في المملكة المتحدة.

## أعمال

### أفلام
- (1956) هيلين الطروادية

## وصلات خارجية
- جانيت سكوت على موقع IMDb (الإنجليزية)
- جانيت سكوت على موقع ألو سيني (الفرنسية)
- جانيت سكوت على موقع أول موفي (الإنجليزية)
- جانيت سكوت على موقع قاعدة بيانات الأفلام السويدية (السويدية)
- جانيت سكوت على موقع إن إن دي بي (الإنجليزية)
- جانيت سكوت على موقع ديسكوغز (الإنجليزية)
- جانيت سكوت على موقع قاعدة بيانات الفيلم (الإنجليزية)
- جانيت سكوت على موقع كينوبويسك (الروسية)